# Jagdgeschwader 109
La Jagdgeschwader 109 (JG 109) (109e escadron de chasseurs) est une unité de chasseurs de la Luftwaffe pendant la Seconde Guerre mondiale.
Active de mi-1944 à la fin de  1944, l'unité était vouée à la formation des pilotes de chasse.

## Opérations
La JG 109 opère sur différents avions au cours de son activité :
- Arado Ar 96
- Messerschmitt Bf 109
- Focke-Wulf Fw 44

## Organisation

### I. Gruppe
Formé le 13 avril 1944 à Stolp-Reitz à partir des éléments du I./JG 105 avec :
- Stab I./JG 109 nouvellement créé
- 1./JG 109 nouvellement créé
- 2./JG 109 nouvellement créé
- 3./JG 109 nouvellement créé

Le 15 octobre 1944, le I/JG 109 est renommé II./JG 103 avec :
- Stab I./JG 109 devient Stab II./JG 103
- 1./JG 109 devient 5./JG 103
- 2./JG 109 devient 6./JG 103
- 3./JG 109 devient 7./JG 103

Gruppenkommandeure (Commandant de groupe) :
| Début    | Fin             | Grade | Nom            |
| -------- | --------------- | ----- | -------------- |
| Mai 1944 | 15 octobre 1944 | Major | Walter Kienzle |